# Herby (Kielce)

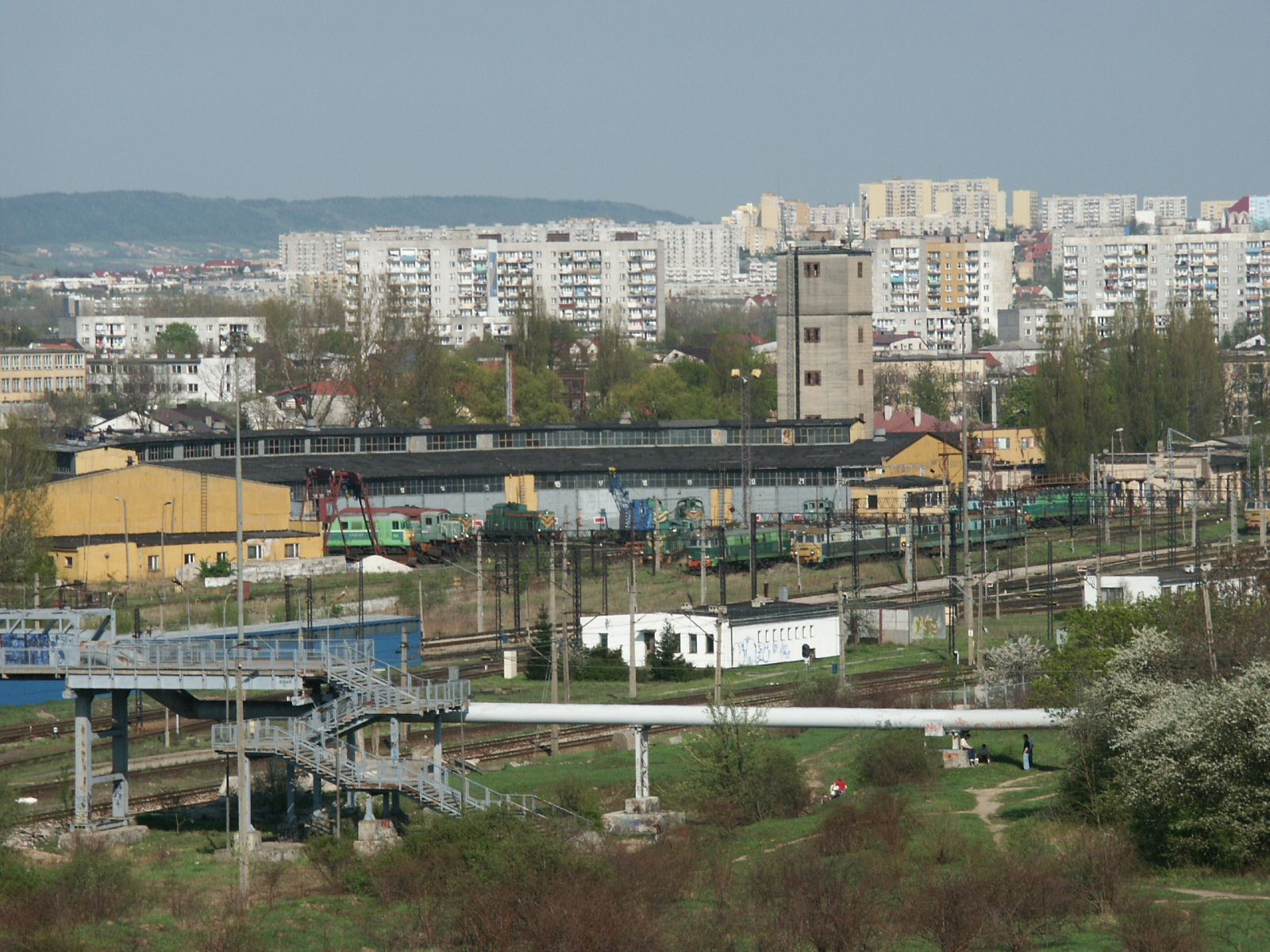
Osiedle Herby widziane od strony dawnej lokomotywowni (opuszczonej od 2009), w tle osiedle Na Stoku.

Dzielnice i osiedla Kielc, Herby mają na mapie nr 11

Herby – północno-zachodnia część Kielc.
Początkowo Herby były zamieszkiwane przez kolejarzy, z uwagi na funkcjonującą do dziś stację kolejową Kielce Herbskie oraz linię kolejową Kielce Główne–Fosowskie, która przecinała ten obszar, stanowiąc jednocześnie południową granicę dzielnicy. Od północnej strony Herby graniczą z kompleksem leśnym oraz dzielnicą Skrzetle, na terenie której znajduje się Elektrociepłownia Kielce.
Obecnie Herby są mieszkalno-przemysłową częścią Kielc z dominującą zabudową domków jednorodzinnych oraz bloków mieszkalnych. Od nazwy Herbów pochodzi określenie "Most Herbski", stanowiący wiadukt nad linią kolejową Kielce Główne–Fosowskie w ciągu ul. 1 Maja – jednej z głównych ulic wylotowych w kierunku Łodzi. Most wyremontowany został na przełomie I i II dekady XXI wieku.
Na Herbach zlokalizowany jest Pierwszy Urząd Skarbowy przy ul. Wróblej 17, Drugi Urząd Skarbowy przy ul. Częstochowskiej i jeden z gmachów Urzędu Miasta Kielce przy ul. Strycharskiej. Przy ul. mjra Jana Piwnika "Ponurego" znajduje się Staropolska Szkoła Wyższa i Stowarzyszenie Bezpieczny Dom. Przy ulicy Helenówek mieści się również zespół szkół ponadpodstawowych AWANS. Przy ulicy Wróblej znajduje się Szkoła Podstawowa nr. 5. Osiedle Herby posiada centrum handlowe "Centrum Herby".

## Komunikacja
Przez Herby przechodzi droga krajowa nr 74 Wieluń-Zosin (ul. Łódzka). Jest to dwujezdniowa droga, która w przyszłości ma zostać ulepszona do standardu drogi ekspresowej.
Dojazd autobusami linii: 9, 21, 23, 32, 36, 44, 53, 54, 107, i 112.

## Nazwa
Nazwa Herby jest wzmiankowana w dokumentach od 1910 roku i pochodzi bezpośrednio od nazwy osady robotniczej Herby pod Częstochową. Takie niecodzienne przeniesienie nazewnictwa nastąpiło podczas budowy linii kolejowej łączącej wspomniane miejscowości z Kielcami i stacji kolejowej Kielce Herbskie.